# Châteaudun
Châteaudun és un municipi francès, situat al departament d'Eure i Loir i a la regió del Centre - Vall del Loira.

## Personatges il·lustres
- Nicolas Chaperon, pintor.
- Tomàs Diví, pintor, nascut a Girona.